# 1998年南城乡乡长选举
1998年南城乡乡长选举是中华人民共和国四川省眉山地区青神县南城乡（今眉山市青神县青竹街道）在1998年12月5日举行的一次正副乡长直选。是次选举产生了中华人民共和国事实上的第一位直选乡长，开创了中国大陆政府行政首长由全体选民直接投举产生的第一步:382，早于影响力更大的1998年步云乡乡长选举，但因结果未主动公开而鲜为人知。

## 背景
中共十一届三中全会结束后，中华人民共和国开始进行政治体制改革。1979年7月1日，五届全国人大二次会议制定了《选举法》和《地方人民代表大会和地方人民政府组织法》，包含扩大直接选举范围等一系列改革措施。1979年下半年到1980年上半年，中华人民共和国民政部根据中共中央的指示在全国范围内进行了县级直接选举试点，并在1980年前后举行了第一次县级人大直接选举。1982年、1986年和1995年，“两法”经历了三次修改，逐渐完善了选举制度:8-12。1997年，中国共产党第十五次全国代表大会的报告提出，“城乡基层政权机关和基层群众性自治组织，都要健全民主选举制度”。
1998年，《村民委员会组织法》正式施行；3月，中国共产党四川省委员会在曾举行过“公推公选”乡村干部的巴中召开现场会，总结经验并要求将类似的做法推广运用到选拔乡镇领导干部上。从1998年年中开始，在中共四川省委的安排下，青神县和南城乡两级党委、政府开始筹办当地正副乡长直接选举的准备工作，并于5月上旬在乡内进行关于乡长直选的问卷调查:434-435:376，发出问卷750张，收回723张，结果显示参与调查的党员干部和群众中分别有95%以上和85%以上赞成进行正副乡长直选:376。以调查中对于直选的高支持率为依据，中共四川省委安排中共青神县委分别设立直选工作领导小组和乡选举委员会，负责选举的筹备和组织:376。

## 选举制度
按照《南城乡十四届人民代表大会第四次会议关于在南城乡进行直接选举正副乡长试点工作的决议》等文件的规定，南城乡政府乡长的直接选举要求候选人具备在县里副科长以上两年工作经历和大专以上文化程度，有中国共产党党籍，年龄在四十岁以下等条件；副乡长候选人要求有在县级部门、群众组织和乡镇机关工作三年以上工龄，具备高中或中专以上文化水平，不限党籍，年龄在四十岁以下，正副乡长都可以在全县范围内挑选:440。三名当选的副乡长中应有一名妇女干部和一名三十岁以下的干部，符合这些条件的候选人有提名优先的权利:376。初步候选人产生的办法可以是个人报名、选民推荐和党组织推荐，经由乡党委和县委组织部审核通过的正式候选人方能参与预选。按照预选办法的规定，要以全乡投票的方式从经初步审核的候选人中产生正式乡长候选人两名、副乡长正式候选人四名，后对正式候选人进行投票:440。正乡长选举中每人仅能投一票，副乡长选举中选民拥有与候选人数等额的选举权:376。

## 选举过程
在南城乡选举委员会设立后，关于直选流程的讨论会被广泛展开，并制定了《关于在南城乡直接选举正副乡长试点工作的实施方案（草案）》、《南城乡直接选举乡人民政府正副乡长选举办法（草案）》和《南城乡直接选举乡人民政府正副乡长预选选举办法（草案）》。11月5日，南城乡第十四届人民代表大会第四次会议上通过了这些草案，形成为最终的《实施方案》、《预选选举办法》、《选举办法》和《南城乡十四届人民代表大会第四次会议关于在南城乡进行直接选举正副乡长试点工作的决议》，制定了详细的选举规则:376。按照规定，三名当选的副乡长中应有一名妇女干部和一名三十岁以下的干部，符合这些条件的候选人在提名方面有优先的权利；候选人产生的办法可以是个人报名、选民推荐和党组织推荐。按照预选办法的规定，要以全乡投票的方式从经初步审核的候选人中产生正式乡长候选人两名，副乡长正式候选人四名，然后在12月5日进行投票，选举产生乡长和副乡长:440。
在初步审核的候选人产生完毕后，11月19日在南城乡中心小学召开了有乡村社干部、党小组长、选民代表、人大代表逾千人参加的竟职演说大会，正副乡长候选人采取抽签定序的办法分别就“假如我是乡长”和“假如我是副乡长”为题作竟选讲演，其中十八名与会代表对候选人进行现场提问二十七个:377:443。11月28日，预选投票进行，采取流动票箱的方式在全乡各选民小组同时进行投票。预选发出选票14635张，回收14550张，其中有效票14131张，根据票数确定了乡长正式候选人两人和副乡长正式候选人四人，并于11月29日向全乡选民公布:442。
12月5日，全乡18个选区同时进行投票，选举正副乡长。发出选票14753张，回收14616张，其中有效票14323张，废票293张，弃权票162张。两名乡长候选人得票数分别为9611和4197张，原副乡长商志忠当选为乡长；四名副乡长候选人得票数分别为10850、10268、9217和9072张，当选人依次为杨乐、余泽云和鲁桂容，选举正式结束:434-435:377。

## 候选人
在初步候选人提名工作完成后，共产生十名乡长初步候选人，两人后弃权；产生二十七名副乡长初步候选人，五人后弃权:442。南城乡党委根据《决议》《实施方案》等规定对初步候选人进行审核，最终有四名乡长初步候选人和十五名副乡长初步候选人符合要求，上报县委组织部:442，最终组织部批复乡长候选人三名，副乡长候选人八名:377。
两名乡长候选人中，一人是时任副乡长商志忠，年龄为30岁；四名副乡长候选人中，鲁桂容为女性，余泽云为选民推荐人士，时年29岁的杨乐是唯一的非党员人士:377。

## 选举结果
根据南城乡选举委员会的规定，是次选举后，有关结果直接报请南城乡第十五届人民代表大会备案，直选公职人员职权按《中华人民共和国地方各级人大和地方各级人民政府组织法》履行，而乡十五届人大一次会议不再选举正、副乡长:377。

### 乡长
| 1998年南城乡乡长选举结果 | 1998年南城乡乡长选举结果 | 1998年南城乡乡长选举结果 | 1998年南城乡乡长选举结果        | 1998年南城乡乡长选举结果        | 1998年南城乡乡长选举结果 |
| 候选人                   | 提名组织                 | 得票数                   | 得票率                          | 当选                            |                          |
| ------------------------ | ------------------------ | ------------------------ | ------------------------------- | ------------------------------- | ------------------------ |
| 商志忠                   | 中国共产党               | 9,611                    | 65.76%                          |                                 |                          |
| 不详                     | 中国共产党               | 4,197                    | 28.72%                          |                                 |                          |
| 选举日期                 | 1998年12月5日            | 选举人数                 | 14,753                          | 14,753                          |                          |
| 投票率                   | 99.07%                   | 投票人数                 | 有效：14,323 无效/弃权：293/162 | 有效：14,323 无效/弃权：293/162 |                          |

### 副乡长
| 1998年南城乡副乡长选举结果 | 1998年南城乡副乡长选举结果 | 1998年南城乡副乡长选举结果 | 1998年南城乡副乡长选举结果      | 1998年南城乡副乡长选举结果      | 1998年南城乡副乡长选举结果 |
| 候选人                     | 提名组织                   | 得票数                     | 得票率                          | 当选                            |                            |
| -------------------------- | -------------------------- | -------------------------- | ------------------------------- | ------------------------------- | -------------------------- |
| 杨乐                       | 选民推荐                   | 10,850                     | 74.23%                          |                                 |                            |
| 余泽云                     | 选民推荐                   | 10,268                     | 70.25%                          |                                 |                            |
| 鲁桂容                     | 中国共产党                 | 9,217                      | 63.06%                          |                                 |                            |
| 不详                       | 中国共产党                 | 9,072                      | 62.07%                          |                                 |                            |
| 选举日期                   | 1998年12月5日              | 选举人数                   | 14,753                          | 14,753                          |                            |
| 投票率                     | 99.07%                     | 投票人数                   | 有效：14,323 无效/弃权：293/162 | 有效：14,323 无效/弃权：293/162 |                            |

## 后续
此次选举被认为产生了中华人民共和国实际上的第一组直选正副乡长，但相关选举结果并未主动公开，因此鲜为人知，而在其后举行的1998年步云乡乡长选举则被更广泛地认为产生中华人民共和国第一位直选乡长。由于步云乡直选违宪的争议，2001年的乡政府换届选举采用“公推公选”模式，即通过选举产生候选人再交由乡人大提名投票的方式进行。

### 政绩
商志忠在竞选讲演的时候提出了使全乡经济到2001年年均生产总值增长率为10%以上，工业产值年均增长30%，农业产值年均增长4%，财政收入年均增长15%，农民粮食占有量达到人均400公斤，人均纯收入年增250元，人口自然增长率控制在6‰以下的施政目标。据独立学者李凡2001年发布的论文显示，这些目标均在2001年前提前实现:377。直选的乡政府兴修水利，实行直流灌溉，并进行小城镇建设，实现各自然村通水泥公路、电视、电话，人民生活达到小康水平，得到民众较高的支持:378。

### 对乡党委换届选举的影响
在乡长选举结束后，南城乡党委又以类似的形式在同年12月25日进行了乡党委书记、副书记、党委委员、纪委书记和纪委委员的党内换届直选，采取个人报名、党员推荐和组织推荐的方式报县委组织部，符合条件的成为正式候选人，再组织候选人抽签进行竞选演说，全乡587名党员对候选人进行投票；最终参与提名的有423人，投票的有536人:199。时任乡党委书记李学权以462票获得连任，另以直选形式产生副书记三人、党委委员七人、纪委书记一人、纪委委员三人:377。

## 评价
《法制日报》发表文章指出，《中华人民共和国宪法》中规定地方各级人民政府主要负责人由同级人民代表大会选举产生而非直选产生，此次直选有违宪问题。
前国家行政学院教授杜钢建认为，南城乡直选中对候选人采取预选的做法优于其他地方乡镇长选举改革的“精英集团投票”筛选候选人，避免了小集团对候选人的挑选；但他认为预选所采用的流动票箱制度仍会导致候选人的产生遭到干扰:445。此外，杜钢建对是次选举中的代（划）票现象和未能保障秘密投票等提出了批评:447。
深圳大学中国政治研究所专职研究员邹树彬认为，南城乡的选举“是全国最早、也是最为彻底地进行直选试验的”，但他认为乡镇选举改革中基层人大的位置会面临缺失，提出乡镇长直选应当采取“增量民主”的方式，通过“充分发挥乡镇人大的作用”推进乡镇民主进程。
独立学者、民间智库“世界与中国研究所”所长李凡认为，南城乡正副乡长候选人的资历标准和审查方式更加适合于党的干部制度改革，而与群众的直选政府领导人所适合的程序有所矛盾:382；另外，由于是次选举的保密性与封闭性，选举制度被认为仍未解决村委会选举所具有的提名、竞选、他人代投等问题:381。他认为，这一选举有制度创新的成就，但仍有一些存在的问题:381。
针对是次乡长选举衍生的党委选举改革问题，中共四川省委党校教授杨继荣认为，南城乡党委换届直选提高了党员直接参与基层民主建设的积极性，并通过两场直选较好地整合了乡党委与乡政府两套班子，制度也相对完善:200-201，但选举弱化了党委的集体领导原则，且公开推选的人选局限于与南城乡党委有组织关系的党员，也未吸收社会群众参与提名和投票，是这次选举的不足:202。时任中共四川省委组织部副部长王川认为，包括南城乡党委换届等一系列党内民主试点积累了“公推直选”乡镇干部的经验，并肯定是次选举“增强了省委进一步深化干部选任制度改革的信心”。